# Rezerwat przyrody Brzeg Jeziora Cheb

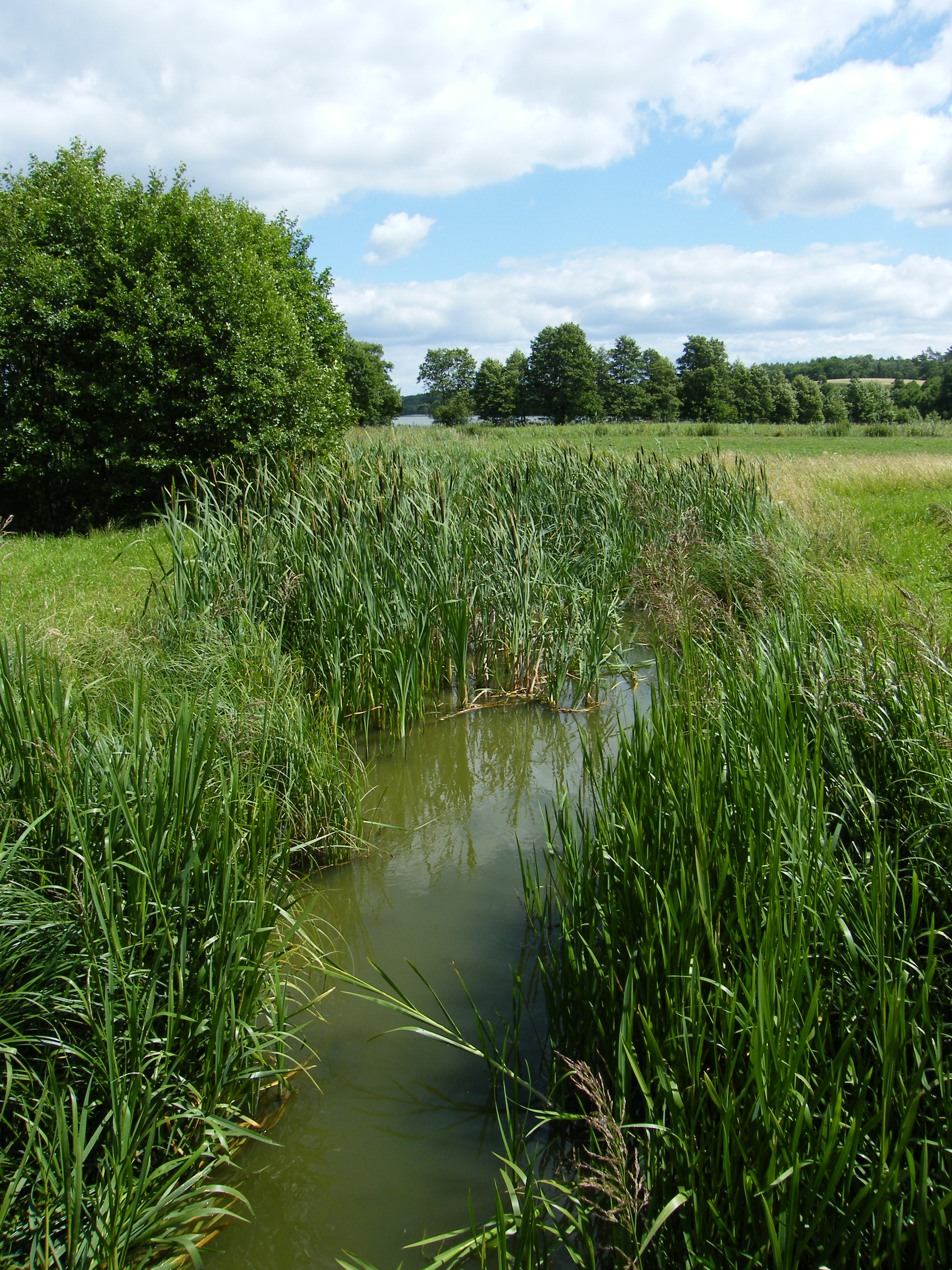
Strumyk łączący jezioro Chebdy z jeziorem Słupiono (widać w oddali).

Rezerwat przyrody Brzeg Jeziora Cheb – planowany florystyczny rezerwat przyrody na obszarze Wdzydzkiego Parku Krajobrazowego (o powierzchni 27,6 ha). Rezerwat obejmuje obszar wilgotnych łąk na przesmyku pomiędzy jeziorami Cheb i Słupinko. Występują tu stanowiska specyficznych roślin chronionych i rzadkich. Najbliższe miejscowości to Piechowice, Tomaszewo oraz Dąbrówka.